# Радмила Тодоровска
Радмила Тодоровска (на сръбски: Радмила Тодоровска или Radmila Todorovska; на македонска литературна норма: Радмила Тодоровска) е югославска оперна певица, сопрано.

## Биография
Родена е на 2 февруари 1936 година в Битоля, тогава в Кралство Югославия, днес в Северна Македония. Завършва Музикалната академия в Белград в класа на Никола Цвеич. Дебютира на сцената в 1960 година като Кралицата на нощта във „Вълшебната флейта“ в Сараевската опера. От тогава е непрестанно членка на Народния театър в Сараево с прекъсване от 1963 до 1965 година, когато играе на сцената на Белградската опера. Играе роли в гостуващи постановки в цяла Югославия, България, Румъния, СССР и Австрия. В Сръбския народен театър в Нови Сад играе Джилда в „Риголето“ на 20 април 1969 година, Абигейл в „Набуку“ на 23 октомври 1970 година, Виолета в „Травиата“ на 27 декември 1970 година и Норма в едноименната опера на 22 декември 1973 година и 21 март 1974 година.
Радмила Тодоровска е сопрано с широк диапазон - мек, но мощен и гъвкав. Играе с успех роли в широк кръг творби - от лирическо-колоритни (Джилда, Розина, Виолета, Лучия ди Ламермур) до изразително драматични – „Турандот“, „Тоска“, Леонора в „Трубадур“ и други.